# 영양군수
영양군수는 경상북도 영양군의 군수이다.

## 같이 보기
- 영양군수 선거